# ناثان نان
ناثان نان هو اقتصادي كندي، ولد في 9 يوليو 1974 في كندا.